# June Richmond
June Richmond, född 9 juli 1915 i Chicago i Illinois, död 14 augusti 1962 i Vasa församling i Göteborg, var en amerikansk jazzsångerska. Modern var amerikanska och fadern italienare.

## Biografi
June Richmond debuterade tidigt som sångerska och blev professionell, i jazzgenren, redan i tonåren. Hon uppträdde med flera av de främsta orkesterledarna under storbandsepoken, såsom Cab Calloway, Jimmy Dorsey, Les Hite och Andy Kirk, men också som soloartist, i Broadway-uppsättningar och som filmskådespelerska i såväl Amerika som Tyskland. Genom sitt engagemang i Jimmy Dorseys orkester blev hon år 1938 den första färgade sångerskan någonsin i USA som på fast basis kom att uppträda med vita musiker. 
Hon vann stor popularitet i Europa dit hon flyttade år 1948 (Paris). År 1949 besökte hon Sverige för första gången, där hon senare kom att både turnera i folkparkerna och uppträda på etablerade scener såsom Folkan i Stockholm. Hon fick i Sverige en betydande framgång med en lättsam tolkning av musikalstycket Ol' Man River. År 1951 spelade hon i Stockholm in fyra melodier med Svend Asmussens kvintett; de enda skivinspelningar hon kom att göra under eget namn.  
Under juli och augusti 1962 var hon i Göteborg för ett engagemang vid Restaurang Lorensberg. Tisdagen den 14 augusti 1962 blev hon sjuk på sitt rum på Park Avenue Hotel och avled på väg till sjukhus. Dödsorsaken var hjärtinfarkt.